# 錦戸亮 ONLINE LIVE "孤軍奮闘" at 日本武道館
『錦戸亮 ONLINE LIVE "孤軍奮闘" at 日本武道館』（にしきどりょう オンライン ライブ こぐんふんとう アット にほんぶどうかん）は、2020年10月7日に東京・日本武道館で開催された錦戸亮のファンクラブ限定無観客配信ワンマンライブ。自身初の日本武道館ライブである『錦戸亮 ONLINE LIVE "不撓不屈" at 日本武道館』の前夜祭として開催された。

## 概要
- 本ライブは、翌日2020年10月8日に東京・日本武道館で開催された自身初の日本武道館ワンマンライブ『錦戸亮 ONLINE LIVE "不撓不屈" at 日本武道館』[注 1]の前夜祭として、自身のファンクラブ『NFC』会員限定で開催された[4][5]。
  - 当初は同年秋にアリーナツアーを予定していたものの、新型コロナウイルス「COVID-19」の影響によりツアーの開催を見送り、配信ライブの開催する事を決定した[3]。
- 自身初の無観客配信ライブである[2][3]。
  - あくまで本ライブは「前夜祭」として開催された為、公式や各ニュースサイトでは、『錦戸亮 ONLINE LIVE "不撓不屈" at 日本武道館』を「"自身初"の日本武道館公演」としている[1][2][3]が、実質的には本ライブが「"自身初"の日本武道館公演」及び「"自身初"の無観客配信ライブ」となる。
- 日本武道館で無観客ライブが開催されるのは、1964年の開館から56年の歴史で初である[3][2]。
- 本公演では、錦戸による全編弾き語りで披露された[4][5]。
  - 弾き語り形式での開催について錦戸は、「2日間同じことをするのではなく、違うものを用意したほうが楽しんでもらえるかなと。そしていつも応援してくれている人たちには、みなさんがまだ見たことがないものを見せられたらいいな」と同形式の理由を明かし、「本当に1時間ちょっとの時間をひとりで成立させられるのか」「完成度的にはバンドメンバーがいてくれたほうが100％高くなる」との気持ちから、当初はサポートでピアノを入れる案もあったが、「応援してくれている人たちには、完成度の高いもの以上に真心を届けたい」と考え、「誰かにサポートしてもらうよりも完全にひとりでやろう」と弾き語り形式でのライブが決まった[6]。
- 本公演の配信チケット購入者特典の完全受注生産スペシャルパッケージが自身のファンクラブ『NFC』会員限定でオフィシャルECサイトにて発売された[1][7]。セット内容は以下の通り。
  - 特典ライブBlu-ray/DVD『錦戸亮 FAN MEETING 2020 at OSAKA』
  - ファンミーティング『RYO NISHIKIDO FAN MEETING 2020』ライブフォトブック
  - 本公演の同配信チケット
- 本ライブの見逃し配信が10月10日から11日まで配信された[3]。
- 2021年1月27日、自身の2ndアルバム『Note』初回限定盤の特典Blu-ray/DVDにて、本ライブの模様がメイキングと共に収録された[8][9][10]。

### 公演日程
| 年      | 月      | 日      | 時間    | 会場                 |
| 全1公演 | 全1公演 | 全1公演 | 全1公演 | 全1公演              |
| ------- | ------- | ------- | ------- | -------------------- |
| 2020年  | 10月    | 7日     | 19:30   | 日本武道館（東京都） |

## セットリスト
1. ノマド
2. スケアクロウ
3. キッチン
4. ヤキモチ
5. と・も・子…
6. code
7. ムラサキ
8. 狛犬
9. コノ世界ニサヨウナラ
10. オモイデドロボー